# 钱仁康
钱仁康（1914年4月14日—2013年3月15日），江苏无锡人，中国音乐学家、理论家，上海音乐学院教授。中国第一位音乐学博士生导师。

## 生平
1941年毕业于国立音乐院理论作曲组本科。历任中央大学、北平师范学院、苏州国立社教学院、苏南文教学院、江苏师范学院、华东师范大学音乐系教授；上海音乐学院音乐学系系主任、上海音乐出版社副总编辑、中国文联全国委员、中国音乐家协会常务理事、《中国大百科全书》音乐学科编辑委员会委员及音乐体裁分支主编、全国中等师范音乐教材审定委员等。
2013年3月15日于上海逝世。